# Galidacris
Galidacris is een geslacht van rechtvleugeligen uit de familie veldsprinkhanen (Acrididae). De wetenschappelijke naam van dit geslacht is voor het eerst geldig gepubliceerd in 1972 door Descamps & Amédégnato.

## Soorten
Het geslacht Galidacris omvat de volgende soorten:
- Galidacris agilis Descamps & Amédégnato, 1972
- Galidacris cordillerae Descamps & Amédégnato, 1972
- Galidacris eckardtae Günther, 1940
- Galidacris variabilis Descamps & Amédégnato, 1972